# Kariya jezik
Kariya jezik (ISO 639-3: kil; kariyu, kauyawa, lipkawa, vinahe, wihe), afrazijski jezik zapadnočadske skupine, kojim govori oko 2 000 ljudi(1995 CAPRO) iz plemena Kariya ili Lipkawa na području LGA Ganjuwa u nigerijskoj državi Bauchi; selo Kariya kod grada Miya.
Kariya zajedno s još 9 jezika pripada užoj skupini B.2. sjeverni bauchi

## Vanjske poveznice
- Ethnologue (14th)
- Ethnologue (15th)